# 坦普爾 (德克薩斯州)
坦普爾是位於美國德克薩斯州貝爾縣的一個城市，靠近縣治貝爾頓 。它最早是一個鐵路鎮，成立於1881年，2010年美國人口普查時有66,102人。

## 外部連結
- City of Temple official website（页面存档备份，存于）